# Ramsdalen
Ramsdalen är en småort i Värmdö kommun. Orten ligger mitt på Ingarö, strax norr om tätorten Långvik.